# Местное самоуправление на Фиджи
Фиджи делится на четыре округа, которые далее подразделяются на четырнадцать провинций; Самоуправляемый остров Ротума и его зависимость находятся в не зоне действия любого из четырёх округов. Каждый округ возглавляет комиссар, назначаемый фиджийским правительством. Округа в основном представляют собой агломерации провинций и выполняют лишь несколько своих административных функций, но служат развитию сотрудничества между провинциями-членами в предоставлении услуг. В каждой провинции есть провинциальный совет, который может принимать устав и устанавливать ставки (местные налоги) при условии одобрения Совета по делам Фиджи, правительственного департамента. Он также должен одобрить назначение Роко Туи или исполнительного главу провинциального совета, который обычно является главным руководителем, хотя в последние годы иногда проводятся выборы среди населения.

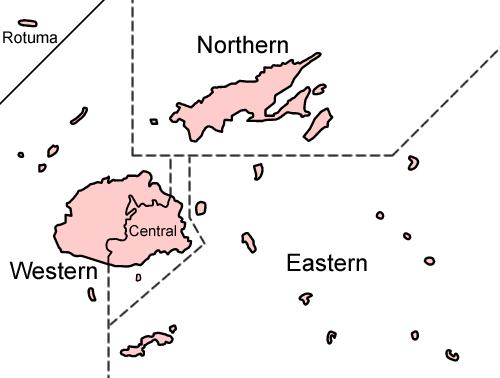
Карта округов Фиджи.

Провинции осуществляют непосредственное участие в национальных делах через Большой совет вождей и Сенат. Большой совет вождей являлся традиционным органом, который консультировал правительство по вопросам коренных народов, а также функционировал как коллегия выборщиков, избирая президента и вице-президента; 42 из 55 членов Большого совета выбирались провинциальными советами, по три от каждой провинции. Кроме того, 14 из 32 членов Сената, верхней палаты фиджийского парламента, выбирались провинциальными советами (по одному сенатору на каждый) и утверждались Большим советом вождей. Временное правительство, поддерживаемое военными, которое захватило власть в результате военного переворота 5 декабря 2006 года, официально отменило Большой совет вождей в 2012 году, а Конституция 2013 года, обнародованная режимом, также упразднила Сенат. Это фактически положило конец провинциальному участию в дела национального правительства.
Кроме того, остров Ротума, к северу от главного архипелага, является самоуправляемым в соответствии с законом Ротумы, обнародованным в 1927 году. Правительство Фиджи включает его в состав Восточного отдела для статистических целей (таких как перепись населения), но он имеет свой собственный Совет, который уполномочен издавать законы по большинству местных вопросов. Подобно провинции, Ротума избирал (через свой совет) 3 члена Большого совета вождей и 1 сенатора.
Ниже уровня провинции располагаются районы и деревни, основанные на расширенных муниципальных сетях, у них есть свои собственные руководители и советы. Коренная фиджийская администрация основана на коро, или деревне, во главе с Турага ни коро, избранным или назначенным сельскими жителями. Несколько коров объединяются в Тикину, два или более из которых составляют провинцию. Кроме того, муниципальные органы власти были созданы для городов Сува и Лаутока и для десяти городов. У каждого есть городской совет, избираемый на трехлетний срок, под председательством мэра, выбранного советниками из числа своих членов. 15 февраля 2006 года правительство объявило об изменении срока полномочий местного правительства с трех лет до четырёх.

Провинции Фиджи.

Администрация провинции и её департаменты обслуживают этнических фиджийцев, городские советы обслуживают городских жителей всех рас. Местные органы власти также были созданы для сельских районов, наделенных консультативными полномочиями, и они предоставляют голос людям всех рас за пределами провинциальной структуры. Министерство регионального развития обеспечивает сельским районам Фиджи доступ к возможностям и основным удобствам, которыми пользуются городские районы. Это осуществляется через районные администрации, которые участвуют в развитии потенциала сообщества, координируя проекты развития, такие как модернизация сельских дорог, подъездных дорог к тростнику, развитие дорог для доступа к товарным ресурсам и другим источникам капиталовложений в их соответствующих округах. Они также занимаются некоторыми уставными функциями, такими как регистрация рождения, смерти и брака, выдача лицензий на спиртные напитки и выполнение функций магистратов третьего класса.
Фиджи разделены на 17 округов, каждый из которых имеет районного комиссара и пять округов с помощниками районных комиссаров. Районы, как правило, сосредоточены в области городов и поселков, но некоторые следуют границам провинций или Тикины. Районы: Ра, Тавуа, Ба, Нади, Надаривату, Кейяси, Наусори, Навуа, Вунидава, Сува, Корову, Макуата, Савусаву, Буа, Тавеуни, Секака, Сакани, Тукавеси, Кадаву, Ротумау, Ломаивити.

## Статистика провинций
| Округ (Столица)    | Провинции        | Площадь, км² | Население (по данным 2007 г.) | Население (по данным 2017 г.) |
| ------------------ | ---------------- | ------------ | ----------------------------- | ----------------------------- |
| Центральный (Сува) | Наитасири        | 1666         | 160 760                       | 177 678                       |
| Центральный (Сува) | Намоси           | 570          | 6 898                         | 7 871                         |
| Центральный (Сува) | Рева             | 272          | 100 995                       | 108 016                       |
| Центральный (Сува) | Серуа            | 830          | 18 249                        | 20 031                        |
| Центральный (Сува) | Таилеву          | 955          | 55 692                        | 64 552                        |
| Северный (Ламбаса) | Мбуа             | 1378         | 14 176                        | 15 466                        |
| Северный (Ламбаса) | Такаундрове      | 2816         | 49 344                        | 50 469                        |
| Северный (Ламбаса) | Матуата          | 2004         | 72 441                        | 65 983                        |
| Восточный (Левука) | Кандаву          | 478          | 10 167                        | 10 897                        |
| Восточный (Левука) | Лау              | 487          | 10 683                        | 9 602                         |
| Восточный (Левука) | Ломаивити        | 411          | 16 253                        | 15 657                        |
| Западный (Лаутока) | Мба              | 2634         | 231 760                       | 247 708                       |
| Западный (Лаутока) | Нандронга-Навоса | 2385         | 58 387                        | 58 931                        |
| Западный (Лаутока) | Ра               | 1341         | 29 464                        | 30 432                        |
| Ротума             | Ротума           | 46           | 2 002                         | 1 594                         |

## Города и мегаполисы
| Город или мегаполис | Год основания | Мэр (партия)                  | Членов Совета | Площадь, км² | Население (по данным 1996 г.) |
| --- | ------------- | ----------------------------- | ------------- | ------------ | ----------------------------- |
| Мба | 1939          | Парвин Бала (NFP)             | 15            | 327          | 14 596                        |
| Ламбаса | 1939          | Прадип Сингх (FLP)            | 12            | 360          | 27 949 (2007)                 |
| Лами | 1977          | Тевита Буаталеву (SDL)        | 12            | 680          | 20 529 (2007)                 |
| Лаутока | 1929          | Рохит Кумар (FLP)             | 16            | 1607         | 52 220 (2007)                 |
| Левука | 1877          | Джордж Гибсон (Баланс)        | 8             | 67           | 3745                          |
| Нанди | 1946          | Салеш Мудлаир (NFP)           | 15            | 577          | 42 284 (2007)                 |
| Насину | 1999          | Раджешвар Кумар (FLP)         | 21            | 4500         | 87 446 (2007)                 |
| Наусори | 1931          | Викаш Сингх (NRA)             | 12            | 167          | 47 604 (2007)                 |
| Савусаву | 1969          | Рам Пиллэй (SRC)              | 9             | 800          | 4 962                         |
| Сингатока | 1959          | Рату Исикели Тасере (SDL/NFP) | 10            | 127          | 7 940                         |
| Сува | 1881          | Рату Пени Волавола (SDL)      | 20            | 2048         | 85 691 (2007)                 |
| Тавуа | 1992          | Чандра Сингх (TRLTA)          | 9             | 100          | 2 418                         |
| FLP: Лейбористская партия Фиджи; NFP: Национальная федеративная партия; NRA: Ассоциация налогоплательщиков Наусори; SDL: Объединённая партия Фиджи; SRC: Партия тарифоплательщиков и граждан Савусаву; TRLTA: Ассоциация налогоплательщиков, землевладельцев и арендаторов Тавуа |               |                               |               |              |                               |